# Кушнерёв, Юрий Сергеевич
Юрий Сергеевич Кушнерёв (3 октября 1937, Москва — 6 января 2019, там же) — советский и российский киноактёр, кинорежиссёр, продюсер и директор кинофильмов.

## Биография
Юрий Кушнерёв родился 3 октября 1937 года в Москве. В 1955 году окончил Калининское суворовское военное училище, в 1958 году — Краснознамённое военное училище имени Верховного Совета РСФСР, в 1972 году — режиссёрское отделение ВКСР.
В 1958—1965 годах служил в Советской Армии. Начинал свою карьеру в кино в 1968 году как ассистент режиссёра и второй режиссёр. В дальнейшем стал режиссёром киностудии «Мосфильм». Снялся в нескольких фильмах. Был вторым режиссёром на фильме «Мимино».
В 1990-х годах был продюсером и исполнительным продюсером всех фильмов Георгия Данелия и других режиссёров.
Директор киностудии «Ритм» киноконцерна «Мосфильм».
Прах актёра находится в колумбарии Донского кладбища в Москве.

## Фильмография

### Актёр
- 1979 — Осенний марафон — Ганс, персонаж телефильма, который смотрят Бузыкины
- 1990 — Паспорт — швейцар в ресторане
- 1998 — Привет от Чарли-трубача — исполнительный продюсер

### Режиссёр
- 1980 — Комедия давно минувших дней
- 1986 — Мой любимый клоун

#### Прочее
- 1977 — Мимино (второй режиссёр фильма и режиссёр-постановщик фрагментов индийского кино, которое Валико показывает жителям горной деревни)
- 1982 — Слёзы капали

### Продюсер
- 1990 — Паспорт (исполнительный продюсер)
- 1990 — Ребро Адама
- 1990 — Сукины дети
- 1991 — Чокнутые
- 1993 — Настя
- 1995 — Орёл и решка
- 1997 — Дети понедельника (исполнительный продюсер)
- 1997 — На заре туманной юности
- 1999 — На бойком месте
- 2000 — Репете
- 2002 — О’кей
- 2005 — Анна
- 2006 — Сволочи
- 2012 — Ку! Кин-дза-дза

### Директор картины
- 1990 — Сукины дети
- 1991 — Чокнутые